# Bohuš Záhorský
Bohuš Záhorský, vlastním jménem Bohumil Záhorský, někdy též Bohuslav Záhorský, studentský pseudonym Bóža Horský (5. února 1906 Smíchov – 22. září 1980 Praha), byl český herec, dlouholetý člen činohry Národního divadla v Praze a pedagog.

## Život
Narodil se jako jedno ze šesti dětí profesora na ČVUT Jana Záhorského. Z reálky přestoupil v roce 1923 na pražskou konzervatoř. V době studií účinkoval pod pseudonymem Bóža Horský ve studentských představeních Jiřího Frejky a Miroslava Jareše. Studium přerušil v roce 1925 a pak krátce vystupoval v Divadle Rokoko a v divadelní společnosti manželů Steinmarových. Působil v celé řadě avantgardních a tehdy velmi moderních divadelních scén, např. v Uměleckém studiu Vladimíra Gamzy, na scéně divadla Dada (1927), Moderního studia (1929), brněnského Národního/Zemského divadla (1929–1931) a především Osvobozeného divadla (v letech 1931–1938, s krátkým přerušením v roce 1935, kdy odešel do Nového divadla). Byl i členem prvního voice-bandu E. F. Buriana (1927–1929). Po uzavření Osvobozeného divadla působil krátce v Divadle Akropolis, odkud přešel do divadla U Nováků (1938–1940), Nezávislého divadla (1940–1944) a Intimního divadla (v roce 1945 přejmenovaného na Realistické divadlo). Od roku 1946 pak působil až do roku 1977 v souboru činohry Národního divadla v Praze.
Na divadelních scénách spolupracoval se řadou význačných režisérů (Karel Dostal, Antonín Dvořák, Jiří Frejka, Jindřich Honzl, Otomar Krejča, Jaroslav Kvapil, Miroslav Macháček, Jaromír Pleskot, František Salzer, Jan Škoda, Václav Špidla).
Působil nejen v divadle, ale byl často obsazován i do filmových rolí (od roku 1932 vytvořil téměř 100 rolí). První byla postava pašeráka drog ve filmu Pudr a benzín. Od roku 1947 dostával častěji role starých rozšafných a moudrých mužů z lidu, kde ztvárnil celou řadu pozoruhodných rolí.
K televizním rolím (od roku 1957), patřila postava např. v seriálu F. L. Věk. Byl také vypravěčem první série večerníčku Krkonošské pohádky. Pro svůj výrazný hlasový projev působil i v rozhlase a v dabingu. Jeho hlasem promlouval česky Jean Gabin nebo Spencer Tracy.
Od roku 1965 do roku 1979 vyučoval herectví na Pražské konzervatoři.[zdroj?]
Od roku 1971 byl druhým manželem herečky Vlasty Fabianové (1912–1991).
Je pochován na Vyšehradském hřbitově v Praze (hrob č. V/53).

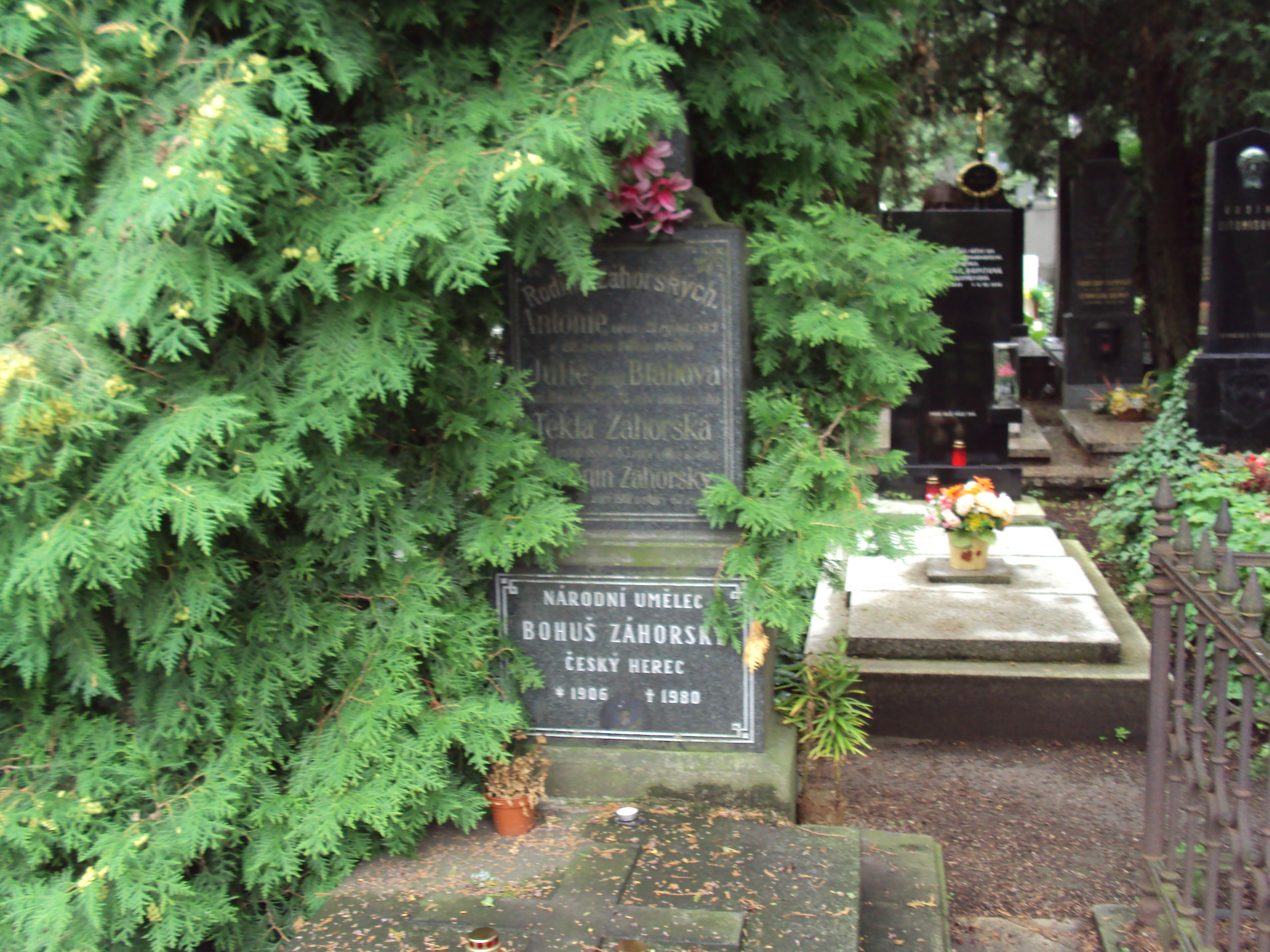
Hrob na Vyšehradském hřbitově

## Filmografie, výběr
- 1931 Pudr a benzín
- 1938 Milování zakázáno
- 1948 Ves v pohraničí
- 1951 Císařův pekař – Pekařův císař
- 1958 Občan Brych
- 1958 Tři přání
- 1959 Dařbuján a Pandrhola
- 1960 Srpnová neděle
- 1964 Limonádový Joe aneb Koňská opera
- 1968 Šíleně smutná princezna
- 1970 Partie krásného dragouna – role: starý pan Kostka
- 1972 Zlatá svatba
- 1976 Náš dědek Josef – hlavní role: dědek Josef

## Televize
- 1956 V pasti (TV film) – role: Blount
- 1962 Sganarel lékařem (TV inscenace divadelní hry) – role: Sganarel
- 1966 Čertouská poudačka (TV pohádka) – role: klarinetista Koutecký
- 1968 Záhořanský hon (TV inscenace novely) – role: baron
- 1970 Případ Mauricius (TV inscenace) – role: Mauricius
- 1971 Návrat pana Ryšánka (TV zpracování povídky Jana Nerudy z Povídek malostranských) – role: Josef Schlegl
- 1971 Rozsudek (TV seriál) – role: Albert Hönig
- 1971 F. L. Věk (TV seriál) role: páter Vrba
- 1971 Hostinec U koťátek (seriál) – role: Malina, zvaný Koumák
- 1972 Úsměvy světa (TV cyklus) – role: úvodní vypravěč, pan Jefferson (4.díl: Stephen Leacock – 5.povídka: Kouzelníkova pomsta)
- 1974 Hop, děti, do života (TV komedie) – role: Šíša, Alois Veverka
- 1974 Bellinzonova pyramida (TV komedie) – role: Šíša, Alois Veverka
- 1975 Nebezpečí smyku (TV seriál) – role: Loužil
- 1977 Žena za pultem (TV seriál) – role: podlahář Matějíček, později manžel babi Kubánkové

## Divadelní role, výběr
- 1926 A. Blok: Růže a kříž, role: Kaplan, Umělecké studio, režie Vladimír Gamza
- 1927 N. V. Gogol: Ženitba, Kočkarev, Umělecké studio, režie Vladimír Gamza
- 1928 J. M. Synge: Hrdina západu, Krista Mahon, Divadlo Dada, režie Jiří Frejka
- 1928 E. F. Burian: Mistr Ipokras, On, Divadlo Dada, režie Jiří Frejka
- 1929 William Shakespeare: Romeo a Julie, Romeo, Moderní studio, režie Jiří Frejka
- 1929 B. Jonson: Lišák, Voltore, Národní (Zemské) divadlo Brno, režie Jindřich Honzl
- 1929 J. M. Synge: Jezdci k moři, Bertley, Studio Národního divadla Brno, režie E. F. Burian
- 1930 Vladimír Gamza: Cvrček u krbu, Vypravěč, Národní (Zemské) divadlo Brno, režie Aleš Podhorský
- 1930 A. P. Čechov: Višňový sad, Trofimov, Národní (Zemské) divadlo Brno, režie B. Krivecký
- 1930 J. Cocteau: Orfeus, Heurtebise, Národní (Zemské) divadlo Brno, režie Jindřich Honzl
- 1930 J. K. Tyl: Paličova dcera, Antonín, řeznický tovaryš, Národní (Zemské) divadlo Brno, režie Jaroslav Průcha
- 1931 Jiří Voskovec+Jan Werich: Golem, Lang, Osvobozené divadlo, režie Jindřich Honzl
- 1932 Jiří Voskovec+Jan Werich: Robin Zbojník, Boleslav Ukrutný, Osvobozené divadlo, režie J. Honzl
- 1932 Jiří Voskovec+Jan Werich: Caesar, Marcus Antonius, Osvobozené divadlo, režie J. Honzl
- 1933 Jiří Voskovec+Jan Werich: Osel a stín, Kontokorentos, Osvobozené divadlo, režie J. Honzl
- 1934 Jiří Voskovec+Jan Werich: Kat a blázen, don Baltazar Carriera, Osvobozené divadlo, režie Jindřich Honzl
- 1935 Jiří Voskovec+Jan Werich: Balada z hadrů, František Villon, Osvobozené divadlo, režie Jindřich Honzl
- 1936 Jiří Voskovec+Jan Werich: Rub a líc, Dexler, Osvobozené divadlo, režie J. Honzl
- 1936 Jiří Voskovec+Jan Werich: Nebe na zemi, Camilio, Osvobozené divadlo, režie J. Honzl
- 1937 Jiří Voskovec+Jan Werich: Těžká barbora, starosta, Osvobozené divadlo, režie Jindřich Honzl
- 1938 Jiří Voskovec+Jan Werich: Pěst na oko aneb Caesarovo finale, Marcus Antonius, Osvobozené divadlo, režie Jindřich Honzl
- 1940 J. Honzl: Román lásky a cti, Dopisy J. Nerudy, Divadélko pro 99, režie Jindřich Honzl
- 1942 Jiří Mahen: Ulička odvahy, Koníček, Nezávislé divadlo, režie Bohuš Záhorský
- 1943 K. Krpata: Hvězdy nad hradem, Heřman z Bubna, Nezávislé divadlo, režie Jan Škoda
- 1944 S. K. Macháček: Ženichové, Strachota, Nezávislé divadlo, režie Karel Palouš
- 1944 G. Freytag: Lidé od novin, Plukovník Berg, Intimní divadlo, režie Jan Škoda
- 1945 Molière: Don Juan, Sganarelle, Realistické divadlo, režie Jan Škoda
- 1945 František Langer: Velbloud uchem jehly, Bezchyba, Realistické divadlo, režie Karel Palouš
- 1946 M. Hart: Přišel na večeři, Banjo, Realistické divadlo, režie Ota Ornest
- 1946 František Langer: Obrácení Ferdyše Pištory, kníže, Stavovské divadlo, režie Vojta Novák
- 1946 Molière: Šibalství Skapinova, Argant, Stavovské divadlo , režie Jaroslav Průcha
- 1946 Josef Čapek, Karel Čapek: Ze života hmyzu, Viktor, vynálezce, Národní divadlo, režie Jindřich Honzl
- 1947 T. Wilder: Jen o chlup, Stavovské divadlo, režisér, režie Jiří Voskovec
- 1947 J. Anouilh: Pozvání na zámek, Josue, Stavovské divadlo, režie František Salzer
- 1947 William Shakespeare: Jak se vám líbí, Frederick, Stavovské divadlo, režie Karel Dostal
- 1948 M. V. Kratochvíl: České jaro, Čížek, Stavovské divadlo, režie Antonín Dvořák
- 1948 Jaroslav Kvapil: Princezna Pampeliška, starší toho města, Stavovské divadlo, režie Jaroslav Kvapil
- 1948 J. Toman: Slovanské nebe, Veles, Stavovské divadlo, režie Aleš Podhorský
- 1948 V. K. Klicpera: Hadrián z Římsů, rytíř Světislav, Tylovo divadlo, režie Josef Pehr
- 1949 Edmond Rostand: Cyrano z Bergeracu, Ragueneau, Tylovo divadlo, režie F. Salzer
- 1949 L. N. Rachmanov: Neklidné stáří, Vikentij M. Voroblev, Tylovo divadlo, režie Miloš Nedbal
- 1950 K. Zidarov: Carská milost, Stojan Vojnikov, Tylovo divadlo, režie Antonín Dvořák
- 1950 Alois Jirásek: Jan Žižka, Vaněk, Národní divadlo, režie A. Dvořák
- 1950 Carlo Goldoni: Sluha dvou pánů, Pantalone, Tylovo divadlo, režie Karel Dostal
- 1950 William Shakespeare: Zkrocení zlé ženy, Krejčí, Tylovo divadlo, režie František Salzer
- 1950 Višněvskij: Nezapomenutelný rok devatenáctý, Lenin, Národní divadlo, režie František Salzer
- 1951 William Shakespeare: Othello, Brabantko, Tylovo divadlo, režie Jan Škoda
- 1951 Tchaj Djan Čun: Na jih od 38. rovnoběžky, stařec, Tylovo divadlo, režie František Salzer
- 1951 Anton Pavlovič Čechov: Višňový sad, Jaša, Tylovo divadlo, režie Antonín Dvořák
- 1951 Nikolaj Vasiljevič Gogol: Ženitba, Podkolesin, Tylovo divadlo, režie František Salzer
- 1952 K. Treněv: Ljubov Jarová, Čir, Tylovo divadlo, režie A. Dvořák
- 1952 Alois Jirásek: Lucerna, Klásek, Národní divadlo, režie Ladislav Boháč
- 1953 Ladislav Stroupežnický: Naši furianti, Josef Habršperk, Tylovo divadlo, režie Zdeněk Štěpánek
- 1953 O. Šafránek: Vlastenec, Sazeč, Tylovo divadlo, režie František Salzer
- 1954 W. Shakespeare: Benátský kupec, starý Gobbo, Tylovo divadlo, režie F. Salzer
- 1955 Lev Nikolajevič Tolstoj: Není nad vzdělanost, Doktor, Tylovo divadlo, režie Jaroslav Průcha
- 1955 Julius Zeyer: Radúz a Mahulena, Vratko, Smetanovo divadlo, režie F. Salzer
- 1956 Alois Jirásek: Otec, Křivda, Národní divadlo, režie D. Želenský
- 1956 A. N. Ostrovskij: Poslední oběť, Luka G. Děrgačov, Tylovo divadlo, režie František Salzer
- 1956 George Bernard Shaw: Svatá Jana, Robert de Beaudricourt, Tylovo divadlo, režie J. Pleskot
- 1957 Molière: Don Juan, Sganarelle, Tylovo divadlo, režie Jaromír Pleskot
- 1958 Jiří Mahen: Janošík, Michalík, Národní divadlo, režie F. Salzer
- 1958 Nikolaj Vasiljevič Gogol: Revizor, Osip, Tylovo divadlo, režie J. Pleskot
- 1958 František Hrubín: Srpnová neděle, Pan Vach, Tylovo divadlo, režie Otomar Krejča
- 1959 Josef Topol: Jejich den, inspektor, Tylovo divadlo, režie Otomar Krejča
- 1960 Anton Pavlovič Čechov: Racek, Petr N. Sorin, Tylovo divadlo, režie Otomar Krejča
- 1961 František Hrubín: Křišťálová noc, Alois Struna, Tylovo divadlo, režie Otomar Krejča
- 1962 Bertolt Brecht: Kavkazský křídový kruh, sedlák, Tylovo divadlo, režie J. Pleskot
- 1963 Jaroslav Průcha: Hrdinové okamžiku, vypravěč, Tylovo divadlo, režie A. Dvořák
- 1963 William Shakespeare: Sen noci svatojánské, Klubko, Národní divadlo, režie Václav Špidla
- 1964 Alois Jirásek: Lucerna, vrchní, Tylovo divadlo, režie Zdeněk Štěpánek
- 1964 J. Topol: Konec masopustu, předseda, Tylovo divadlo, režie Otomar Krejča
- 1965 Molière: Tartuffe, Orgon, Tylovo divadlo, režie Václav Špidla
- 1966 Luigi Pirandello: Šest postav hledá autora, otec, Tylovo divadlo, režie Miroslav Macháček
- 1967 Milan Uhde: Děvka z města Théby, Chór I., Tylovo divadlo, režie Evžen Sokolovský
- 1968 Friedrich Dürrenmatt: Novokřtěnci, rytíř Hermann von Mengerssen, Národní divadlo, režie Miroslav Macháček
- 1968 Josef Kajetán Tyl: Strakonický dudák, Národní divadlo, režie Jaromír Pleskot
- 1968 Karel Čapek: Bílá nemoc, otec, Tylovo divadlo, režie Evžen Sokolovský
- 1968 Arthur Miller: Zkouška ohněm, ctihodný pán Parris, Tylovo divadlo, režie Rudolf Hrušínský
- 1969 Karel Čapek: Loupežník, Šefl, Národní divadlo, režie Rudolf Hrušínský
- 1970 E. Buenaventura: Na pravici Boha otce, svatý Petr, Tylovo divadlo, režie Václav Špidla
- 1971 William Shakespeare: Jindřich V., Chór, biskup Elyský, Karel IV., Pan Tomáš Erpingham, Národní divadlo, režie Miroslav Macháček
- 1971 M. J. Lermontov: Maškaráda, Kazarin, Tylovo divadlo, režie T. Rakovský
- 1972 Václav Kliment Klicpera: Hadrián z Římsů, Srpoš, Národní divadlo, režie Václav Hudeček
- 1973 Alois Jirásek: Vojnarka, Jan Hruška, Národní divadlo, režie Jaroslav Dudek
- 1975 J. Radičkov: Sníh se smál, až padal, Veliko, Laterna magika, režie Ladislav Vymětal
- 1975 Lev Nikolajevič Tolstoj, G. P. Ansimov: Vojna a mír, hrabě Ilja Rostov, Národní divadlo, režie G. P.  Ansimov
- 1976 William Shakespeare: Mnoho povyku pro nic, Antonio, Tylovo divadlo, režie G. P. Ansimov
- 1976 Alois Jirásek: Lucerna, Ivan, Tylovo divadlo, režie G. P. Ansimov

## Rozhlas
- 1960 Alfred de Musset: Lorenzaccio, Československý rozhlas, překlad: Karel Kraus, , roleː Alessandro de Medici, režie: Přemysl Pražský.[5]

## Ocenění
- 1956 titul zasloužilý umělec
- 1958 státní vyznamenání Za zásluhy o výstavbu
- 1966 titul národní umělec
- 1975 ocenění Zasloužilý člen ND